# Clique (fonética)
Na fonética, um clique é um som ingressivo produzido sem a ajuda dos pulmões (pertence às consoantes não pulmonares) na obstrução do palato feita com o dorso da língua e com os lábios, produzindo um vácuo que, ao ser liberado, produz um som característico. São chamados também de cliques consonantais.
Os cliques são obstruentes articulados com dois pontos de contacto na boca, um à frente, a lâmina ou a ponta da língua, e outra atrás, normalmente na posição velar ou uvular.

## Tipos e notações no IPA
Os sons clicantes existentes nas línguas naturais podem ser agrupados em cinco tipos: bilabiais, dentais, alveolares, palatais e laterais, que no IPA são [ʘ], [ǀ], [ǃ], [ǂ], [ǁ], respectivamente.
Todos os cliques envolvem duas constrições completas, tornando-os não-continuáveis. 

## Uso
| Tipo de clique | Exemplo de som           |
| -------------- | ------------------------ |
| ʘ              | clique bilabialⓘ         |
| ǀ              | clique dentalⓘ           |
| ǃ              | clique retroflexoⓘ       |
| ǂ              | clique palato-alveolarⓘ  |
| ǁ              | clique alveolar-lateralⓘ |

### Línguas que apresentam cliques
Os cliques são majoritariamente utilizados nas línguas de família coissã, mas historicamente se espalharam para outras línguas africanas, como as da família bantu e da cuxítica. Estima-se que pelo menos 100 línguas indígenas com cliques eram faladas no sul e no leste da África durante o século XX. A língua Taa, também chamada de !Xóõ, pertence à família coissã e 70% de seu dicionário se inicia com cliques. Outra língua de mesma família, !Xhu, é considerada como possuindo o maior alfabeto fonológico conhecido, com 48 de seus 141 fonemas sendo cliques
A língua Damin, uma língua ritualística australiana extinta, outrora falada por povos aborígenes Lardil e Yangkaal, apresentava cliques em seu inventário fonético.

### Uso dos cliques na língua portuguesa
A língua portuguesa não possui cliques em seu vocabulário e léxico usuais, contudo, os sons são utilizados em onomatopeias e interjeições, como, por exemplo, o estalo de um beijo, muxoxos e/ou incitação de animais.